# Télah
 (janvier 2025).
Télah est un descendant d’Éphraïm et un quintaïeul de Josué.

## La famille de Télah
Télah est un fils de Résheph et le père de Tahân.